# Liste der Baudenkmale in Hannover

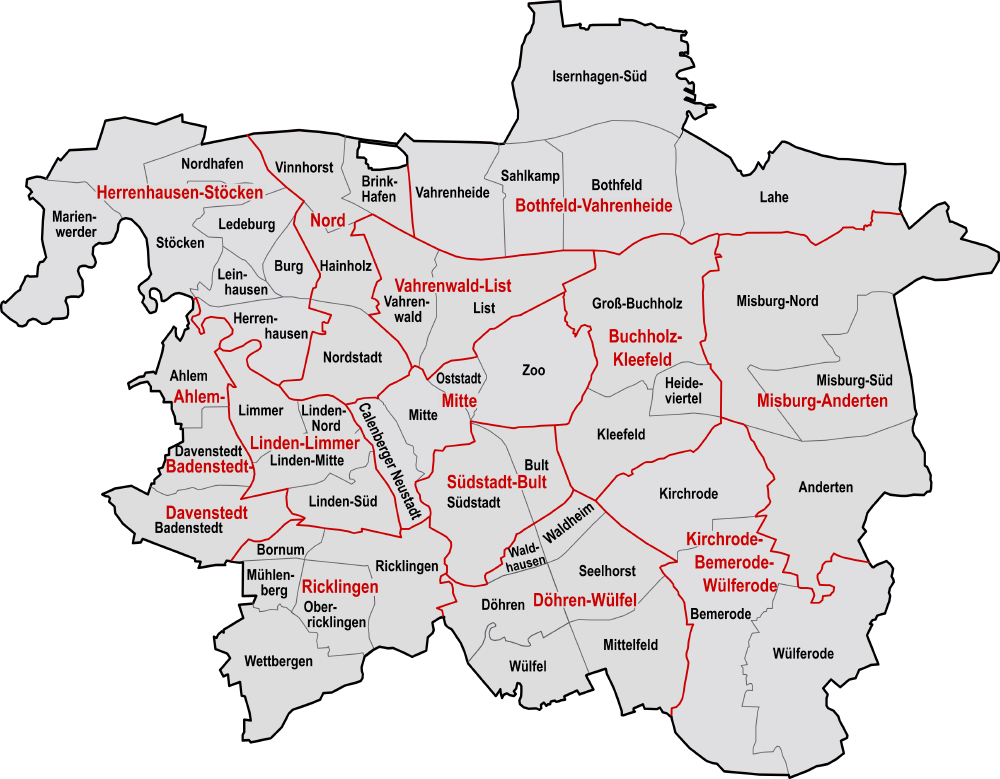
Die hannoverschen Stadtbezirke

Die Liste der Baudenkmale in Hannover enthält Listen von Baudenkmalen in den 13 hannoverschen Stadtbezirken. Insgesamt gibt es rund 5500 Baudenkmale in Hannover. Die Einträge in den Listen basieren teilweise auf einer alten Liste des Instituts für Denkmalpflege (seit 1998: Niedersächsisches Landesamt für Denkmalpflege) aus dem Jahr 1985 (siehe jeweiligen Einzelnachweis). Die Aktualität ist daher im Einzelfall nicht immer gegeben.
- Liste der Baudenkmale in Ahlem-Badenstedt-Davenstedt
- Liste der Baudenkmale in Bothfeld-Vahrenheide
- Liste der Baudenkmale im Stadtbezirk Buchholz-Kleefeld
  - Liste der Baudenkmale in Groß-Buchholz
  - Liste der Baudenkmale in Kleefeld (Hannover)
- Liste der Baudenkmale in Döhren-Wülfel
- Liste der Baudenkmale in Herrenhausen-Stöcken
- Liste der Baudenkmale in Kirchrode-Bemerode-Wülferode
- Liste der Baudenkmale in Linden-Limmer
- Liste der Baudenkmale in Misburg-Anderten
- Listen der Baudenkmale im Stadtbezirk Mitte:
  - Liste der Baudenkmale in Hannover-Calenberger Neustadt
  - Liste der Baudenkmale in Hannover-Mitte
  - Liste der Baudenkmale in Hannover-Oststadt
  - Liste der Baudenkmale in Hannover-Zoo
- Liste der Baudenkmale in Hannover-Nord
- Liste der Baudenkmale in Ricklingen (Stadtbezirk)
- Liste der Baudenkmale in Südstadt-Bult
- Liste der Baudenkmale in Vahrenwald-List